# 中新世
| 累代        | 代     | 紀       | 世     | 期                   | 基底年代 Mya |
| ----------- | ------ | -------- | ------ | -------------------- | ------------ |
| 顕生代      | 新生代 | 第四紀   | 完新世 | メガラヤン           | 0.0042       |
| 顕生代      | 新生代 | 第四紀   | 完新世 | ノースグリッピアン   | 0.0082       |
| 顕生代      | 新生代 | 第四紀   | 完新世 | グリーンランディアン | 0.0117       |
| 顕生代      | 新生代 | 第四紀   | 更新世 | 後期更新世           | 0.129        |
| 顕生代      | 新生代 | 第四紀   | 更新世 | チバニアン           | 0.774        |
| 顕生代      | 新生代 | 第四紀   | 更新世 | カラブリアン         | 1.8          |
| 顕生代      | 新生代 | 第四紀   | 更新世 | ジェラシアン         | 2.58         |
| 顕生代      | 新生代 | 新第三紀 | 鮮新世 | ピアセンジアン       | 3.6          |
| 顕生代      | 新生代 | 新第三紀 | 鮮新世 | ザンクリアン         | 5.333        |
| 顕生代      | 新生代 | 新第三紀 | 中新世 | メッシニアン         | 7.246        |
| 顕生代      | 新生代 | 新第三紀 | 中新世 | トートニアン         | 11.63        |
| 顕生代      | 新生代 | 新第三紀 | 中新世 | サーラバリアン       | 13.82        |
| 顕生代      | 新生代 | 新第三紀 | 中新世 | ランギアン           | 15.97        |
| 顕生代      | 新生代 | 新第三紀 | 中新世 | バーディガリアン     | 20.44        |
| 顕生代      | 新生代 | 新第三紀 | 中新世 | アキタニアン         | 23.03        |
| 顕生代      | 新生代 | 古第三紀 | 漸新世 | チャッティアン       | 27.82        |
| 顕生代      | 新生代 | 古第三紀 | 漸新世 | ルペリアン           | 33.9         |
| 顕生代      | 新生代 | 古第三紀 | 始新世 | プリアボニアン       | 37.8         |
| 顕生代      | 新生代 | 古第三紀 | 始新世 | バートニアン         | 41.2         |
| 顕生代      | 新生代 | 古第三紀 | 始新世 | ルテシアン           | 47.8         |
| 顕生代      | 新生代 | 古第三紀 | 始新世 | ヤプレシアン         | 56           |
| 顕生代      | 新生代 | 古第三紀 | 暁新世 | サネティアン         | 59.2         |
| 顕生代      | 新生代 | 古第三紀 | 暁新世 | セランディアン       | 61.6         |
| 顕生代      | 新生代 | 古第三紀 | 暁新世 | ダニアン             | 66           |
| 顕生代      | 中生代 | 中生代   | 中生代 |                      | 251.902      |
| 顕生代      | 古生代 | 古生代   | 古生代 |                      | 541          |
| 原生代      | 原生代 | 原生代   | 原生代 |                      | 2500         |
| 太古代      | 太古代 | 太古代   | 太古代 |                      | 4000         |
| 冥王代      | 冥王代 | 冥王代   | 冥王代 |                      | 4600         |
| 1. 2. 3. 4. |        |          |        |                      |              |

中新世（ちゅうしんせい、英：Miocene）は、約2,300万年前から約500万年前にあたる新第三紀の第一世の地質時代の一つ。メッシニアン、トートニアン、サーラバリアン、ランギアン、バーディガリアン、アキタニアンの6つの期に区分される。

## 背景
大陸はほぼ現在の様相だが、北アメリカ大陸と南アメリカ大陸は離れている。ヨーロッパのアルプス山脈と北アメリカのロッキー山脈で造山運動が始まった。日本がユーラシア大陸から分離し、日本海が形成され、これに伴う海底火山活動で日本各地にグリーンタフと呼ばれる凝灰岩層が発達した。この紀に海面が低くなったことでジブラルタル海峡が閉じ、海水の蒸発により地中海は非常に塩分の濃い海となった。この状態は鮮新世の初め頃（およそ500万年前）まで続いた。

## 気候
中新世は新第三紀以降から現在に至るまでの期間では最も気温が高い時代であり、一般的に温暖であったが、寒冷化は徐々に進行し、南極大陸には氷床が発達・拡大していた。中新世の終わりには氷床は大陸のほとんどを覆うようになっていた。これが更に地球を冷し、以降、氷河期が訪れることになる。

## 生物
海と陸の生物相はより現代に近づいた。オオカミ類、ネコ科類、ウマ類、ビーバー類、鯨偶蹄類（シカ類、ラクダ類等）、カラス類、カモ類、フクロウ類、メガロドンなどは、中新世にすでに存在していた。ヒト科もこの時代に現れた。アフリカ大陸がユーラシア大陸と繋がったことで両大陸の生物が行き来するようになった。北アメリカ大陸とユーラシア大陸もベーリング陸橋でしばしば繋がったため生物が往来していた。一部の大型哺乳類の系統（肉歯目、束柱目など）が姿を消し、奇蹄類も次第に衰えていく一方、アフリカから他の大陸に生息域を広げた長鼻目（ゾウ類）が大いに繁栄し、偶蹄類も勢力を拡大していった。植物ではC4型光合成を行うものが増加した。
孤立している南アメリカ大陸とオーストラリア大陸のみ、異なった動物相である。